# Caryophyllia balaenacea
Espèce
Statut CITES
Caryophyllia balaenacea est une espèce de coraux appartenant à la famille des Caryophylliidae.